# Борейко Микола Павлович
Микола Павлович Борейко (рос. Николай Павлович Борейко; нар. 13 червня 1936, с. Мала Тернівка, Крижопільський район, Вінницька область) — український шашкіст. У чемпіонатах України з шашкової композиції завоював дві срібні медалі (1985) і кілька бронзових (1981-1983). Третій призер чемпіонату СРСР (1984). Майстер спорту СРСР із шашкової композиції (1982).

## Біографія
Закінчив Київський педагогічний інститут (1960), працював учителем фізики в селищі міського типу Доманівка Миколаївської області України. Перша опублікована шашкова композиція — 1971 року в «Учительській газеті» (Москва). Один із фахівців у дамографічних проблемах у шашках.

## Нагороди
- Майстер спорту СРСР із шашкової композиції (1982).